# Colaranea
Genre
Colaranea est un genre d'araignées aranéomorphes de la famille des Araneidae.

## Distribution
Les espèces de ce genre sont endémiques de Nouvelle-Zélande.

## Liste des espèces
Selon World Spider Catalog (version 17.0, 05/03/2016) :
- Colaranea brunnea Court & Forster, 1988
- Colaranea melanoviridis Court & Forster, 1988
- Colaranea verutum (Urquhart, 1887)
- Colaranea viriditas (Urquhart, 1887)

## Publication originale
- Court & Forster, 1988 : The spiders of New Zealand: Part VI. Family Araneidae. Otago Museum Bulletin, vol. 6, p. 68-124.